# Nanggungan (Kayen Kidul)
Nanggungan is een bestuurslaag in het regentschap Kediri van de provincie Oost-Java, Indonesië. Nanggungan telt 3068 inwoners (volkstelling 2010).